# V303T
KOTO -V303T-（コト ブイサンマルサンティー）は、東芝が開発した、ボーダフォン(現ソフトバンクモバイル)による第二世代携帯電話端末製品。

## 概要
V301Tをベースとした端末で、ペットネームが示す通り琴をモチーフとしたデザインとなっている。
表面に光沢感のある素材が採用されており、また、ボタン部分はツヤ消し加工が施されている。 
なお、Javaアプリ(Vアプリ)には非対応である。
ちなみに、この機種が発表された2004年4月22日にはボーダフォンのデザインコンセプトモデルがいくつか発表されたが、その中で唯一商品化された端末である。

## 歴史
- 2004年4月22日 - ボーダフォンから発表
- 2004年5月21日 - 発売